# الحب للمغفلين (مسلسل)
الحب للمغفلين (بالكورية: 얼어죽을 연애따위)؛ هو مسلسل تلفزيوني كوميديا رومانسية كوري جنوبي، من بطولة لي داهي وتشوي شي وون، عرض على قناة ENA في 5 أكتوبر إلى 1 ديسمبر 2022، بث كل يوم الاربعاء والخميس الساعة 21:00 (KST).

## القصة
تدور أحداث المسلسل حول الرومانسية بين أفضل صديقيا منذ 20 عامًا، وهم في الثلاثينيات من العمر الآن، يجتمع الثنائي بشكل غير متوقع في عرض مواعدة واقعي بصفتهم مدير الإنتاج وعضو فريق التمثيل، ويبدأون في تجربة المشاعر الرومانسية لبعضهم البعض.

## الممثلون
- لي داهي في دور كو يوروم
- تشوي شي وون في دور بارك جاي هون
- جو سو هيانغ في دور كانغ تشاي ري
- بارك يون وو في دور جون جانغ
- لي جو يون في دور هان جي يون
- لي داي هوي في دور كيم سانغ وو

## المشاهدات
| الموسم | الموسم | رقم الحلقة | رقم الحلقة | رقم الحلقة | رقم الحلقة | رقم الحلقة | رقم الحلقة | رقم الحلقة | رقم الحلقة | رقم الحلقة | رقم الحلقة | رقم الحلقة | رقم الحلقة | رقم الحلقة | رقم الحلقة | رقم الحلقة | رقم الحلقة | المتوسط     |
| الموسم | الموسم | 1          | 2          | 3          | 4          | 5          | 6          | 7          | 8          | 9          | 10         | 11         | 12         | 13         | 14         | 15         | 16         | المتوسط     |
| ------ | ------ | ---------- | ---------- | ---------- | ---------- | ---------- | ---------- | ---------- | ---------- | ---------- | ---------- | ---------- | ---------- | ---------- | ---------- | ---------- | ---------- | ----------- |
|        | 1      | غ/م        | 273        | 255        | 284        | 430        | 408        | 256        | 319        | 286        | 281        | 253        | 359        | 394        | 282        | 296        | 389        | ستُعلن لاحقًا |

| الحلقات | تاريخ البث     | تقييمات (Nielsen Korea) | تقييمات (Nielsen Korea) |
| الحلقات | تاريخ البث     | على الصعيد الوطني       | سيئول                   |
| ------- | -------------- | ----------------------- | ----------------------- |
| 1       | 5 أكتوبر 2022  | 0.843%                  | غ/م                     |
| 2       | 6 أكتوبر 2022  | 1.239%                  | 1.319%                  |
| 3       | 12 أكتوبر 2022 | 1.192%                  | 1.431%                  |
| 4       | 13 أكتوبر 2022 | 1.525%                  | 1.791%                  |
| 5       | 19 أكتوبر 2022 | 2.679%                  | 2.265%                  |
| 6       | 20 أكتوبر 2022 | 1.793%                  | 2.122%                  |
| 7       | 26 أكتوبر 2022 | 1.247%                  | 1.559%                  |
| 8       | 27 أكتوبر 2022 | 1.406%                  | 1.433%                  |
| 9       | 9 نوفمبر 2022  | 1.325%                  | 1.737%                  |
| 10      | 10 نوفمبر 2022 | 1.332%                  | 1.504%                  |
| 11      | 16 نوفمبر 2022 | 1.386%                  | 1.728%                  |
| 12      | 17 نوفمبر 2022 | 1.860%                  | 2.393%                  |
| 13      | 23 نوفمبر 2022 | 1.760%                  | 1.883%                  |
| 14      | 24 نوفمبر 2022 | 1.471%                  | 1.531%                  |
| 15      | 30 نوفمبر 2022 | 1.350%                  | 1.623%                  |
| 16      | 1 ديسمبر 2022  | 2.172%                  | 2.483%                  |
| المعدل  |                |                         |                         |

## الإنتاج
المسلسل من كتابة كيم سول جي التي كتبت مسلسلات مثل «النجاة في جوسون» (2019). ومن تخطيط كي تي استوديو القسم المسؤول عن أعمال الشبكات التابعة (Genie TV وENA ومنصة Seezn)، وانتاج من قبل ستوري تي في.

## روابط خارجية
- الموقع الرسمي
 (بالكورية)
- الحب للمغفلين على هانسينما
- الحب للمغفلين على موقع IMDb (الإنجليزية)
- الحب للمغفلين على موقع قاعدة بيانات الفيلم (الإنجليزية)